# El Rodeo, Ixtlahuacán del Río
El Rodeo är en ort i Mexiko.   Den ligger i kommunen Ixtlahuacán del Río och delstaten Jalisco, i den centrala delen av landet, 500 km väster om huvudstaden Mexico City. El Rodeo ligger 1 544 meter över havet och antalet invånare är 111.
Terrängen runt El Rodeo är huvudsakligen kuperad, men åt nordväst är den bergig. Terrängen runt El Rodeo sluttar norrut. Runt El Rodeo är det ganska glesbefolkat, med 24 invånare per kvadratkilometer. Närmaste större samhälle är Ixtlahuacán del Río, 18,7 km söder om El Rodeo. I omgivningarna runt El Rodeo växer huvudsakligen savannskog.